# 利恰纳-纳尔迪
利恰纳-纳尔迪（義大利語：Licciana Nardi），是意大利托斯卡纳大区马萨-卡拉拉省的一个市镇。总面积55平方公里，人口4991人，人口密度90.7人/平方公里（2009年）。ISTAT代码为045009。